# Muñeca brava
Muñeca brava è una telenovela argentina prodotta da Telefe e trasmessa dallo stesso canale dal 16 novembre 1998 al 17 dicembre 1999. Ha come protagonisti Natalia Oreiro e Facundo Arana. La maggior parte della serie fu girata in Argentina e alcune scene in Spagna, Brasile e Italia, quest'ultima nel Lazio e a Firenze.
Racconta la storia di Milagros e Ivo, due innamorati. Milagros è un'orfana, cresciuta in Monastero. Al compimento dei 18 anni diventò una domestica nel palazzo dei Di Carlo, una famiglia molto ricca, dove conosce nuove persone. Col passare del tempo Milagros scoprirà che Federico Di Carlo è suo padre e invece Ivo è figlio di Luisa e Nestor, così Ivo e Milagros potranno stare insieme.
La telenovela fu venduta in più di 60 paesi, tra cui Grecia, Israele, Polonia, Stati Uniti d'America, Filippine e Turchia raggiungendo un alto rating. La serie ha avuto qualche adattamento, in Colombia, in Messico dal titolo Al diablo con los guapos, in India dal titolo Miilee, in Indonesia dal titolo Hafizah, in Perù dal titolo La Tayson, corazón rebelde e in Portogallo dal titolo Anjo Selvagem.
La serie e gli attori che la interpretano hanno ricevuto dei premi o delle nomination. Al Premio Martín Fierro 1998 e al Premio Martín Fierro 1999 la telenovela ha vinto un premio per ogni edizione come miglior telenovela. Le attrici Natalia Oreiro (per due volte in due edizioni diverse), Lydia Lamaison e Arturo Maly hanno ricevuto invece una candidatura.